# Espenmoos
Espenmoos – stadion piłkarski w St. Gallen, w Szwajcarii. Został otwarty w 1910 roku. Może pomieścić 5700 widzów.
Obiekt od początku swego istnienia do 2008 roku służył piłkarzom klubu FC Sankt Gallen. W 2008 roku drużyna ta przeniosła się na nowo powstały stadion AFG Arena. W latach 1912–2002 na Espenmoos dwanaście razy zagrała również reprezentacja Szwajcarii. W 2008 roku pojemność stadionu wynosiła 11 300 widzów, po wyprowadzce piłkarzy FC Sankt Gallen rozebrano trzy z czterech trybun wokół boiska, pozostawiając jedynie eliptyczną trybunę główną; pojemność areny spadła tym samym do 5700 widzów.
Ostatnim spotkaniem FC Sankt Gallen na Espenmoos był rewanżowy mecz barażowy o utrzymanie w Axpo Super League przeciwko AC Bellinzona, rozegrany 20 maja 2008 roku. Po porażce w pierwszym spotkaniu 2:3 klub z St. Gallen potrzebował zwycięstwa na własnym boisku. AC Bellinzona wygrała jednak 2:0 i FC Sankt Gallen spadł do Challenge League, a po zakończeniu spotkania kibice wywołali zamieszki.